# Eduardo Roberto Stinghen
Eduardo Roberto Stinghen zvaný Ado (* 4. červenec 1946, Jaraguá do Sul) je bývalý brazilský fotbalový brankář.
S brazilskou fotbalovou reprezentací vyhrál mistrovství světa roku 1970, byť na závěrečném turnaji, jakožto třetí gólman brazilského výběru, nenastoupil. Brazílii reprezentoval ve 2 zápasech.
Celou kariéru strávil v brazilských soutěžích, na nejvyšší úrovni hrál za Corinthians, Atlético Mineiro, Santos a Fortalezu.